# I'm Holdin' On to Love (To Save My Life)
«I'm Holdin' On to Love (To Save My Life)» — дванадцятий сингл третього студійного альбому канадської кантрі-співачки Шанаї Твейн — «Come On Over» (1997). У США і Канаді пісня вийшла 3 липня 2000. Пісня написана Шанаєю Твейн та Робертом Джоном Лангом; спродюсована Робертом Джоном Лангом.

## Список пісень
1. I'm Holdin' On to Love (To Save My Life) — 3:30
2. Rock This Country! — 4:26

## Чарти
| Чарт (2000)                                   | Найвища позиція |
| --------------------------------------------- | --------------- |
| Canada RPM Country Singles                    | 4               |
| U.S. Billboard Hot Country Songs              | 17              |
| U.S. Billboard Bubbling Under Hot 100 Singles | 2               |
| U.S. Billboard Radio Songs                    | 78              |